# Podium friesei
Podium friesei är en biart som beskrevs av Kohl 1902. Podium friesei ingår i släktet Podium och familjen grävsteklar. Inga underarter finns listade i Catalogue of Life.